# 김우남
김우남(金宇南, 1955년 7월 12일~)은 대한민국의 제17·18·19대 국회의원을 지낸 정치인이다.

## 학력
- 제주 평대국민학교 졸업
- 제주 세화중학교 졸업
- 제주 세화고등학교 졸업
- 제주대학교 경영학 학사
- 경희대학교 경영대학원 MBA 수료

## 경력
- 구좌 청년회의소 회장
- 구좌 청년회의소 15년사 편집위원장
- 구좌 학우회장
- 통일민주당 중앙청년위원회 제주도 지부장
- 제주대학교 총동창회 이사
- 제주대학교 총동창회 부회장
- 제주고시학원 경영학 강사
- 제주지구청년회의소 조직담당이사
- 제주지구청년회의소 사업조정실장
- 삼화산업주식회사 이사
- 민주산악회 제주도협의회 조직국장
- 세화고등학고 총동창회 부회장
- 새정치국민회의 새시대새정치청년연합 제주도 지부 청년위원
- 1998년 6월 4일: 제2회 전국동시지방선거 당선(제주 북제주군 제2선거구, 새정치국민회의, 초선)
- 새천년민주당 제주도 지부 북제주군 지구당 부위원장
- 2002년 6월 13일: 제3회 전국동시지방선거 당선(제주 북제주군 제2선거구, 새천년민주당, 재선)
- 1998년 7월~2003년 12월: 제6,7대 제주도의회 의원(제주 북제주군 제2선거구, 새정치국민회의→새천년민주당→무소속→열린우리당, 재선)
- 2002년 7월~2003년 12월: 제7대 제주도의회 전반기 부의장
- 제주 4.3유족회 60주년 기념추진위원회 명예고문
- 현 제주도지체장애인협회 고문
- 현 인구보건복지협회 제주지회회장
- 현 (재)세계한민족공동체재단 부총재
- 2004년 4월 15일: 대한민국 제17대 국회의원 선거 당선(제주 제주시·북제주군 을, 열린우리당, 초선)
- 2008년 4월 9일: 대한민국 제18대 국회의원 선거 당선(제주 제주시 을, 통합민주당, 재선)
- 2008년~2011년: 민주당 제주특별자치도당 제주시 을 지역위원회 위원장
- 2011년~2013년: 민주통합당 제주특별자치도당 제주시 을 지역위원회 위원장
- 2012년 4월 11일: 대한민국 제19대 국회의원 선거 당선(제주 제주시 을, 민주통합당, 3선)
- 2013.05~2014.03 민주당 제주특별자치도당 제주시 을 지역위원회 위원장
- 2014.03~2015.12 새정치민주연합 제주특별자치도당 제주시 을 지역위원회 위원장
- 2015.12~2016.05 더불어민주당 제주특별자치도당 제주시 을 지역위원회 위원장
- 2016.08~2018.02 더불어민주당 제주특별자치도당 위원장
- 2017.07~2018.02 더불어민주당 최고위원
- 2021.02~2021.10 제37대 한국마사회 회장
- 대한민국헌정회 시·도지회장(제주)

## 17대 의정활동
- 2004년 5월~2008년 5월: 제17대 국회의원(제주 제주시·북제주군 을, 열린우리당→대통합민주신당→통합민주당, 초선)
- 국회 농림해양수산위원회 위원 겸 간사
- 국회 저출산고령화대책특별위원회 간사

## 18대 의정활동
- 2008년 5월~2012년 5월: 제18대 국회의원(제주 제주시 을, 통합민주당→민주당→민주통합당, 재선)
- 국회 농림수산식품위원회 위원 겸 예산안및결산심사소위원회 소위원장
- 국회 운영위원회 위원
- 민주당 제주특별자치도당 위원장
- 민주당 원내부대표

## 19대 의정활동
- 2012년 5월~2016년 5월: 제19대 국회의원(제주 제주시 을, 민주통합당→민주당→새정치민주연합→더불어민주당, 3선)
- 2014년 5월~2016년 5월: 제19대 국회 후반기 농림축산식품해양수산위원회 위원장
- 제19대 국회 의원회교협의회 한국엘살바도르 부회장
- 제19대 국회 의원외교협의회 한국러시아 부회장
- 제19대 국회 의원외교협의회 한국모르코회장

## 역대 선거 결과
|  | 38.94% |

|  | 44.74% |

|  | 55.83% |

|  | 38.02% |

|  | 43.11% |

|  | 69.89% |

|  | 5.43% |

## 소속 정당
| 소속 정당 | 소속 정당      | 소속 기간 | 비고           |
| --------- | -------------- | --------- | -------------- |
|           | 통일민주당     | 1987~1990 | 창당 정계 입문 |
|           | 무소속         | 1990~1998 | 탈당           |
|           | 새정치국민회의 | 1998~2000 | 입당           |
|           | 새천년민주당   | 2000~2003 | 합당           |
|           | 무소속         | 2003      | 탈당           |
|           | 열린우리당     | 2003~2007 | 창당           |
|           | 무소속         | 2007      | 탈당           |
|           | 대통합민주신당 | 2007~2008 | 창당           |
|           | 통합민주당     | 2008      | 합당           |
|           | 민주당         | 2008~2011 | 당명 변경      |
|           | 민주통합당     | 2011~2013 | 합당           |
|           | 민주당         | 2013~2014 | 당명 변경      |
|           | 새정치민주연합 | 2014~2015 | 합당           |
|           | 더불어민주당   | 2015~2022 | 당명 변경      |
|           | 무소속         | 2022~현재 | 탈당           |

## 같이 보기
- 제주시·북제주군 을
- 제주시의 국회의원
- 북제주군의 국회의원
- 제주시 을